# Ǧ

Písmeno Ǧ

Ǧ (minuskule ǧ) je speciální znak latinky. Nazývá se G s háčkem. Vyskytuje se v jižní ázerbájdžánštině, skoltské sámštině, paštštině, berberštině, lakotštině a v některých přepisech arabštiny. Dříve se též používalo v češtině a slovenštině, kde se četlo jako G. V berberštině ho značí znak ⴵ a v arabštině ﺝ. V jižní ázerbájdžánštině a paštštině se čte jako znělá velární frikativa (ɣ), což je podobné vyslovování jako české H, v sámštině jako znělá palatální afrikáta (ɟ͡ʝ), což je vyslovování jako palatalizované DŽ, v berberštině jako znělá postalveolární afrikáta (d͡ʒ), což je vyslovování jako DŽ, v lakotštině jako znělá uvulární frikativa (ʁ), což je vyslovování jako francouzské R. V Unicode má majuksulní tvar kód U+01E6 a minuskulní U+01E7.